# Pleurobranchella nicobarica
Pleurobranchella nicobarica is een slakkensoort uit de familie van de Pleurobranchaeidae. De wetenschappelijke naam van de soort is voor het eerst geldig gepubliceerd in 1925 door Thiele.